# Concerto pour violoncelle no 2 de Chostakovitch
Pour les articles homonymes, voir Concerto pour violoncelle.
Le Deuxième Concerto pour violoncelle en sol mineur (op. 126) est une œuvre orchestrale composée par Dmitri Chostakovitch en 1966.

## Historique
Ce concerto a été composé par Chostakovitch au printemps 1966, lors d'un séjour en Crimée. Il est dédié, comme le Premier Concerto pour violoncelle à Mstislav Rostropovitch qui en donna la première le 25 septembre 1966 sous la direction de Ievgueni Svetlanov dirigeant l'Orchestre symphonique de la fédération de Russie à Moscou.
L'écriture de ce concerto donna beaucoup de mal à Chostakovitch qui était alors en plein changement stylistique. Le largo d'ouverture fut au départ écrit pour une symphonie, avant de constituer le Deuxième Concerto pour violoncelle. Le final initial fut détruit, car Chostakovitch le trouvait faible, pour être récrit dans sa présente forme. Rostropovitch participa également à l'écriture des cadences.

## Structure
L'exécution dure environ 35 minutes :
1. Largo
2. Allegretto ( mouvement assez rapide)
3. Allegretto

Le soliste ouvre le Largo par une phrase grave et méditative, puis dialogue avec l'orchestre, d'une manière de plus en plus énergique et tendue, surtout dans la deuxième partie du mouvement, marquée par les sonorités du xylophone et une opposition entre les pizzicatos et les accords du violoncelle et la percussion. La fin du mouvement revient à l'intériorité et la retenue du début. Les deux mouvements suivants s'enchaînent et sont indiqués l'un et l'autre Allegretto. Le début s'apparente à une danse tzigane, d'abord assez légère, puis prenant l'allure d'une toccata, avec roulements de tambour et sonneries de cor. La partie suivante est contrastée entre des phrases lyriques, d'autres rythmées, parfois des explosions de violence et une formule cadentielle très classique. L'œuvre s'achève par une longue note grave du violoncelle sur fond de martèlement léger au xylophone.
Selon François-René Tranchefort : "Incomparablement plus réussi que le Premier concerto, celui-ci compte parmi les œuvres les plus riches et les plus attrayantes de Chostakovitch".

## Discographie sélective
- Heinrich Schiff et l'Orchestre symphonique de la Radiodiffusion bavaroise dirigé par Maxime Chostakovitch, 1985, Philips Classics.
- Mischa Maisky et l'Orchestre symphonique de Londres dirigé par Michael Tilson Thomas, 1999, Deutsche Grammophon.
- Gautier Capuçon et l'orchestre du théâtre Mariinsky dirigé par Valery Gergiev, 2015, Erato.